# 聖書への批判
聖書への批判の項目ではユダヤ教・キリスト教の聖典である聖書への批判について記述する。

## 並行記事の矛盾について
聖書には同じ対象を書いたものでも矛盾した記述が存在する。イエスの生涯を描いた四福音書でもしばしば並行記事が食い違って見え、創世記にある二通りの創造も字義通りにとれば一見矛盾すると思われる場合もある。信者にはこれらを矛盾と考えず調和化しようとする人もいる。堀尾幸司は自著のなかで、ユダの二通りの死に方をつなぎ合わせ、首を吊って自殺した後に紐が切れ、死体が落ちて裂けたのだとした（死体が街中にあることを嫌って谷に投げ捨てたせいとも）。
このような立場に対し、たとえば矢内原忠雄は、2つの創造説が字義通りには矛盾するが、創造における神の目的や被造物の位置付けを表現したものとして象徴的に解釈する。青野太潮は神ならぬ人間が解釈し、記録した聖書が無謬であることはありえないとして矛盾があることを認め、そこから導き出した信仰的意義を述べている。

## 科学的間違いについて
聖書もまた古代の神話的世界観のもとに書かれた文書であり、そこには字義通りに読むと科学と矛盾する文章も見られるとし、字義通りに聖書を解釈する立場から進化論や地質学を攻撃する人々が存在している。科学主義者や合理主義者の中にも章句を直解した際に起こる齟齬をもって聖書を批判する人々がいる。
これに対し、当時の科学的知識が不十分であることが宗教的価値を損ねることはないと主張するキリスト教徒もおり、聖書をもとに科学的知識を否定することに対しても批判を加えている。こうした立場は4世紀の教父アウグスティヌスにもみられる。アウグスティヌスは、非キリスト教徒が持つ自然界についての知識を、キリスト教徒が聖書を元に否定することで聖書そのものまで嘲笑されることを懸念し、学問上の知識と矛盾する場合には聖書を象徴的に解釈することをすすめた。
現代のエキュメニカル・リベラルな教団の間では聖書は科学の教科書ではないとし進化論などを否定しないことがある。
また、進化論をパラダイムとする現代科学に対し、聖書記事をパラダイムとする創造論という科学的立場も存在し（アメリカなどでは進化論と共に教える学校も多い）、その立場では聖書は科学と何ら矛盾するものではないとする。
さらに、最初の人類である「アダム」の誕生時期についても、科学との大きな矛盾がある。
聖書では創造主である神が６日間で天地万物を創造されたと記しているが（創世記１章）、聖書に書かれているアダムの生きた年齢（９３０年）やアダムの子孫の生きた年齢（ノア・９５０年、アブラハム１７５年など）から逆算すると、地球を含む天地万物が創造された時期は、紀元前４０００年頃と推定される。因みに、アダムの誕生を、万有引力の法則で有名なアイザック・ニュートンが聖書を基に算定した年は紀元前４００４年、宗教改革者マルティン・ルターは紀元前３９６１年としている。
一方、科学的には、人類はアフリカで５００万年前に誕生したとされている。聖書によると人類の歴史は６０００年程度ということになるが、科学的に、そのはるか以前から人類が存在するということが確認されているのである。

ノアの方舟伝説についても科学との矛盾がある。
聖書によると、主は地上に増えた人々の堕落（墜落）を見て、これを洪水で滅ぼすと「主と共に歩んだ正しい人」であったノア（当時500～600歳）に告げ、ノアに方舟の建設を命じた。方舟はゴフェルの木でつくられ、三階建てで内部に小部屋が多く設けられていた。方舟の内と外は木のタールで塗られた。ノアは方舟を完成させると、妻と、三人の息子とそれぞれの妻、そしてすべての動物のつがいを方舟に乗せた。洪水は40日40夜続き、地上に生きていたものを滅ぼしつくした。
つまり、聖書の記述では、大洪水によってノアの方舟に乗っていた生き物以外は全て滅んだことになる。しかし、ノアの方舟伝説・大洪水があったとされる紀元前３０００年頃、世界では他の文明が何事もなかったかのように栄えていた。例えば、日本はこの頃縄文時代であり、ノアの方舟や大洪水の影響を受けることなく人々が生活していた。ノアの方舟・大洪水により世界中の文明が途切れたという痕跡などどこにも発見されていないのである。

## 聖書の倫理性について
アブラハムがイサクを神に捧げようとしたこと、アブラハムと妻サラも賛成した一夫多妻、モーセやヨシュアが行った聖絶、エリシャが睨んだことによって熊が行った子供達の殺害（子供達に自らの禿げ頭をからかわれたことによるものである）、同性愛差別などが批判される。
また、これらのエピソードに対するキリスト教徒による正当化も併せて批判されることが多い。
例えば、バートランド・ラッセルは幼少時に牧師からエリシャの行動を正当化する話をされたが受け入れることはできなかったと語り、アブラハムやエリシャのエピソードは遠い昔の人間が陥った残酷さや邪悪さを説明するものとして語られなければならないとした。
しかしその一方で、妻に子がないとき女奴隷を側室とすることは中東に限らず当時は一般的であり、モーセの聖絶も平和的交渉が見込めなかった場合のみがほとんどである（エドム人などとはあくまで武力的交渉を避けた）。

## 他宗教の立場から

### イスラム教
イスラム教では聖書のうち、タウラート（『モーセ五書』）、 『ザブール』（ダビデの『詩篇』）、『インジール』（イエスの『福音書』）を啓典と認めているが、ユダヤ教徒やキリスト教徒によって本来の形から改変・改竄されたとみなしており、『クルアーン』と矛盾する部分があれば否定される。イスラム教徒の中には本文批評の研究成果を援用して、自教の立場を裏付けようとする立場もある。